# 唐大詔令集
《唐大詔令集》130卷，宋代宋敏求編，輯錄有唐一代的重要詔令。現存107卷，詔令1460餘篇。

## 概要
《唐大詔令集》宋神宗熙寧3年（1070年）宋敏求序云，宋仁宗之世，敏求之父宋綬編纂唐代詔令，藏之於家。及綬沒，敏求重加編次，分為13類、130卷。熙寧2年（1069年），敏求知制誥，以封還李定除御史詞頭，落職奉朝請，閒居在家，乃繕寫成編。案《宋史》本傳，唐自武宗之後無實錄，敏求補撰武宗以降六朝實錄共148卷。又曾參與《新唐書》修撰，熟諳唐代史實，因此本書是宋敏求搜集唐代史料的成果之一。
由於所據不同或歷代傳寫脫誤，《唐大詔令集》所錄詔令，與唐人文集、《舊唐書》、《唐會要》、《冊府元龜》、《文苑英華》等相校，往往不無文字出入甚至節略之處，但也有不見於他書而惟存於此的史料。2003年，李希泌據諸書與近代新出土文獻未收錄詔令，編為《唐大詔令集補編》33卷，由上海古籍出版社出版，門類大致準《唐大詔令集》，以補其遺。

## 版本
《宋史》藝文志集部總集類：宋綬《唐大詔令》一百三十卷、目錄三卷，與序同。但是元、明以降，僅存抄本。因此清乾隆間修四庫全書時，已缺卷14至24、卷87至98，共23卷，所採諸本皆然，歸於史部詔令奏議類詔令之屬。直到光緒間，張鈞衡據明抄本刊行於適園叢書，始有刻本行世。然而，四庫本於原抄缺漏之處，館臣往往以意填補，至有混入清代公牘用語者；適園叢書本雖據三種明抄本互校，猶拘於清代時諱，凡夷狄、胡虜等語，皆易以邊陲，因此皆非善本。
1959年，商務印書館以鐵琴銅劍樓舊藏顧廣圻校舊抄本（今歸北京圖書館）為底本，參校文津閣四庫全書本、北京圖書館藏翁同龢校本與適園叢書本，斷句排印，並新編總目，以便查閱；臺灣鼎文書局亦曾於1978年翻印此本。2008年，中華書局復據商務印書館排印本影印，並將原題商務印書館編輯部撰的出版說明，改為前言，恢復原作者趙守儼名義。商務印書館排印本於舊抄本脫漏衍誤，雖有若干校補，然未及訂正之處仍然不少，有待進一步之讎勘。

## 目次
- 卷1 帝王　即位冊文
- 卷2 帝王　即位赦上
- 卷3 帝王　即位赦下、改元上
- 卷4 帝王　改元中
- 卷5 帝王　改元下、改名
- 卷6 帝王　尊號批答
- 卷7 帝王　尊號策文上
- 卷8 帝王　尊號策文下
- 卷9 帝王　冊尊號赦上
- 卷10 帝王　冊尊號赦下、痊復
- 卷11 帝王　遺詔上
- 卷12 帝王　遺詔下、遺誥
- 卷13 帝王　諡議上
- 卷25 妃嬪
- 卷26 追諡　冊諡文　哀冊文
- 卷27 皇太子　立太子
- 卷28 皇太子　冊文
- 卷29 皇太子　冊太子赦、加冠、改名、齒冑
- 卷30 皇太子　監國、傳位
- 卷31 皇太子　納妃、冊妃嬪、退讓、廢黜、追復
- 卷32 皇太子　追贈、冊贈、哀冊文、罷祭
- 卷33 諸王　封建
- 卷34 諸王　冊文
- 卷35 諸王　除親王官上
- 卷36 諸王　除親王官下
- 卷37 諸王　冊親王官
- 卷38 諸王　加實封、遜位、封郡王、冊郡王、除郡王官、封嗣王、冊嗣王、除嗣王官、諸王男
- 卷39 諸王　降黜、追復、收葬、追贈、冊贈
- 卷40 諸王　冊妃、王妃入道、收葬王妃、睦親族、誡礪
- 卷41 公主　封號、冊文
- 卷42 公主　出降、出降冊文、加實封、和蕃、和蕃冊文、譴黜、追封、諡議
- 卷43 郡縣主
- 卷44 大臣　宰相 命相一
- 卷45 大臣　宰相 命相二
- 卷46 大臣　宰相 命相三
- 卷47 大臣　宰相 命相四
- 卷48 大臣　宰相 命相五
- 卷49 大臣　宰相 命相六
- 卷50 大臣　宰相 命相七
- 卷51 大臣　宰相 館職
- 卷52 大臣　宰相 判使 罷判、領鎮
- 卷53 大臣　宰相 出鎮上
- 卷54 大臣　宰相 出鎮下
- 卷55 大臣　宰相 罷免上
- 卷56 大臣　宰相 罷免下
- 卷57 大臣　宰相 休致、貶降上
- 卷58 大臣　宰相 貶降下
- 卷59 大臣　將帥 命將
- 卷60 大臣　將帥 賞功、貶責
- 卷61 大臣　尊禮大臣、異姓王、異姓王妃、冊三公
- 卷62 大臣　冊國公、冊羣臣
- 卷63 大臣　冊贈、陪陵、配享、實封
- 卷64 大臣　鐵券、附屬籍
- 卷65 大臣　錄勳、錄舊
- 卷66 典禮　封禪、后土
- 卷67 典禮　南郊一
- 卷68 典禮　南郊二
- 卷69 典禮　南郊三
- 卷70 典禮　南郊四
- 卷71 典禮　南郊五
- 卷72 典禮　南郊六
- 卷73 典禮　東郊、北郊、明堂、社稷
- 卷74 典禮　籍田、九宮貴神、嶽瀆山川、諸祀
- 卷75 典禮　太清宮、宗廟、常薦、祧遷、親享
- 卷76 典禮　省侍、服紀、陵寢上 營卜、充奉、扈從靈駕
- 卷77 典禮　陵寢下 優勞、供薦、親謁
- 卷78 典禮　追尊祖先、加諡祖宗 諡議、冊文、赦、國忌
- 卷79 典禮　巡幸
- 卷80 典禮　朝賀、貢獻、宴集、養老、紀節、弋獵、喪制
- 卷81 政事　禮樂、經史
- 卷82 政事　刑法、頒曆
- 卷83 政事　恩宥一
- 卷84 政事　恩宥二
- 卷85 政事　恩宥三
- 卷86 政事　恩宥四、時令
- 卷99 政事　建易州縣、修復故事
- 卷100 政事　官制上
- 卷101 政事　官制下
- 卷102 政事　舉薦上
- 卷103 政事　舉薦下、按察上
- 卷104 政事　按察下、褒勸
- 卷105 政事　求直言、崇儒
- 卷106 政事　制舉、貢舉
- 卷107 政事　備禦
- 卷108 政事　營繕、禁約上
- 卷109 政事　禁約下
- 卷110 政事　誡諭、休假
- 卷111 政事　田農、賦斂、平糴
- 卷112 政事　財利
- 卷113 政事　道釋
- 卷114 政事　祥瑞、醫方 疾病附、收瘞、禁錮、雜錄
- 卷115 政事　撫慰上
- 卷116 政事　撫慰中
- 卷117 政事　撫慰下
- 卷118 政事　招諭
- 卷119 政事　討伐上
- 卷120 政事　討伐下
- 卷121 政事　捨雪上
- 卷122 政事　捨雪下
- 卷123 政事　購募、平亂上
- 卷124 政事　平亂中
- 卷125 政事　平亂下
- 卷126 政事　誅戮上
- 卷127 政事　誅戮下
- 卷128 蕃夷　綏撫、命官、封立
- 卷129 蕃夷　冊文、盟文、賑卹、捨雪
- 卷130 蕃夷　討伐、平亂、告廟

## 書誌情報
- 宋敏求 編《唐大詔令集》（中華書局、2008年） ISBN 978-7-101-06072-0
- 李希泌、毛華軒 編《唐大詔令集補編》上、下（上海古籍出版社、2003年） ISBN 978-7-5325-3386-2

## 關連項目
- 《宋大詔令集》 - 輯錄北宋太祖至徽宗朝的重大詔令集。

## 腳注
1. 1 2  《四庫全書總目》卷55 《唐大詔令集》提要
2. 1 2  《唐大詔令集》（中華書局、2008年）　趙守儼前言
3. ↑  齊文心 等《國史史料學》（崧高書社、1985年） 上冊 275頁。